# Староладожский Никольский монастырь
Старола́дожский Нико́льский монастырь — мужской монастырь Санкт-Петербургской епархии Русской православной церкви. Расположен в селе Старая Ладога Волховского района Ленинградской области.
Один из древнейших монастырей в Старой Ладоге, основанный в память победоносного сражения со шведами в Невской битве в устье реки Ижоры, посвящён святителю Николаю Чудотворцу, архиепископу Мир Ликийских.

## История
Монастырь расположен на левом берегу Волхова на южном конце села Старая Ладога, в 120 км от Санкт-Петербурга, в 12 км от Новой Ладоги.
Дата основания монастыря неизвестна, но существует предание, что он основан в конце XIII века в память победоносного сражения святого благоверного князя Александра Невского со шведами в Невской битве 1240 года в устье реки Ижоры.
Первое летописное упоминание о монастыре Святителя Николая в Ладоге относится к переписи Водской пятины Новгородской республики в 1496 году. В ней перечисляется, сколько тонь и земель держал на то время монастырь.
Следующее упоминание о монастыре относится уже к Смутному времени. В 1611 году часть монахов Валаамского монастыря была убита шведами. Выжившие нашли убежище в Николаевском монастыре, куда и перенесли мощи отцов-основателей Валаамского монастыря преподобных Сергия и Германа.

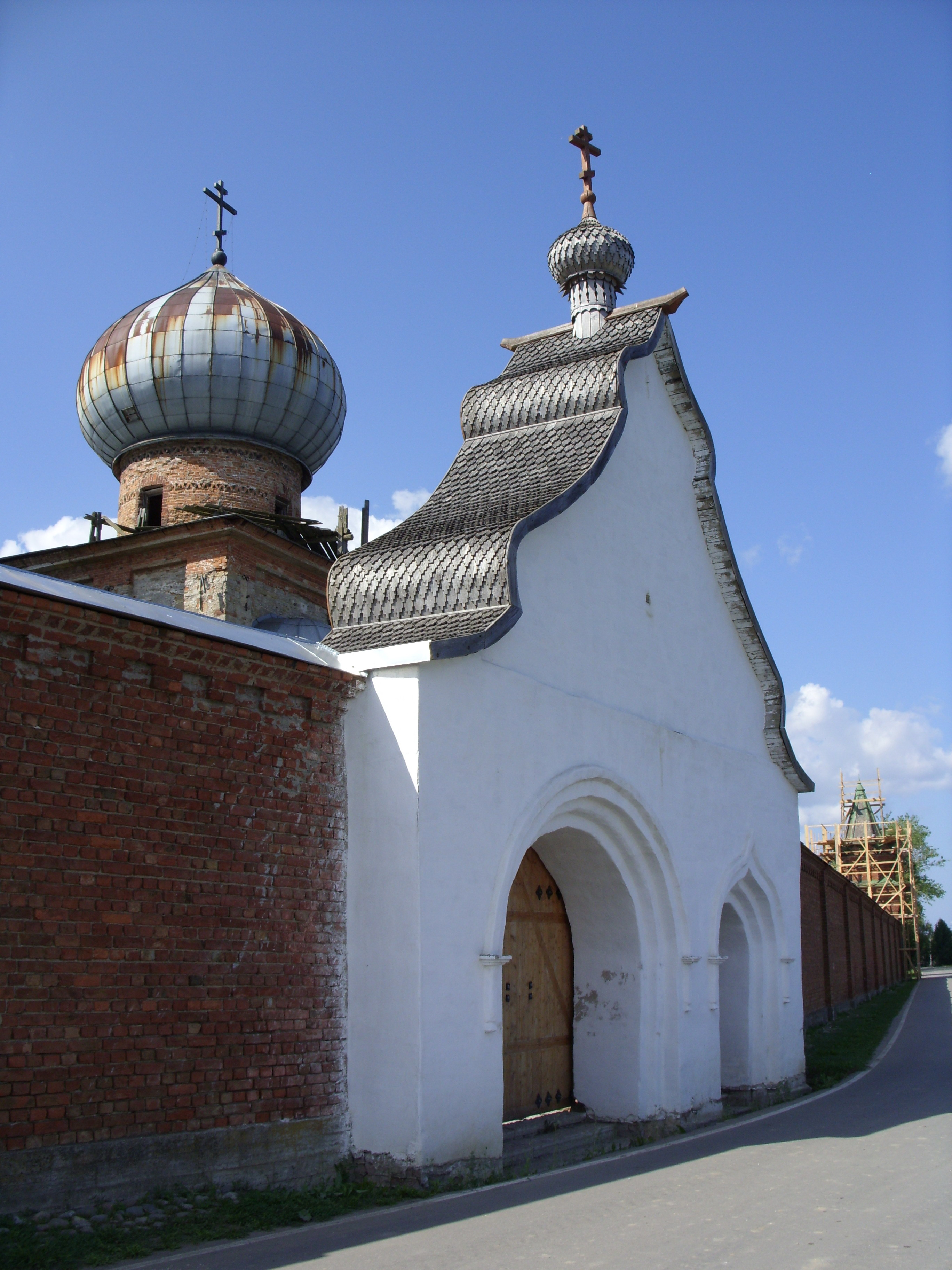
Монастырские ворота

Сразу по окончании Смуты (около 1628 года) все постройки монастыря были выстроены заново. В 1714 году Старо-Ладожский Никольский монастырь был переведен в подчинение Александро-Невского монастыря.
21 февраля 1811 года с Высочайшего соизволения монастырь был вновь восстановлен и получил самостоятельность в качестве заштатного.
В 1848—1855 годах Фёдор Верховцев выполнил ряд работ для монастыря.

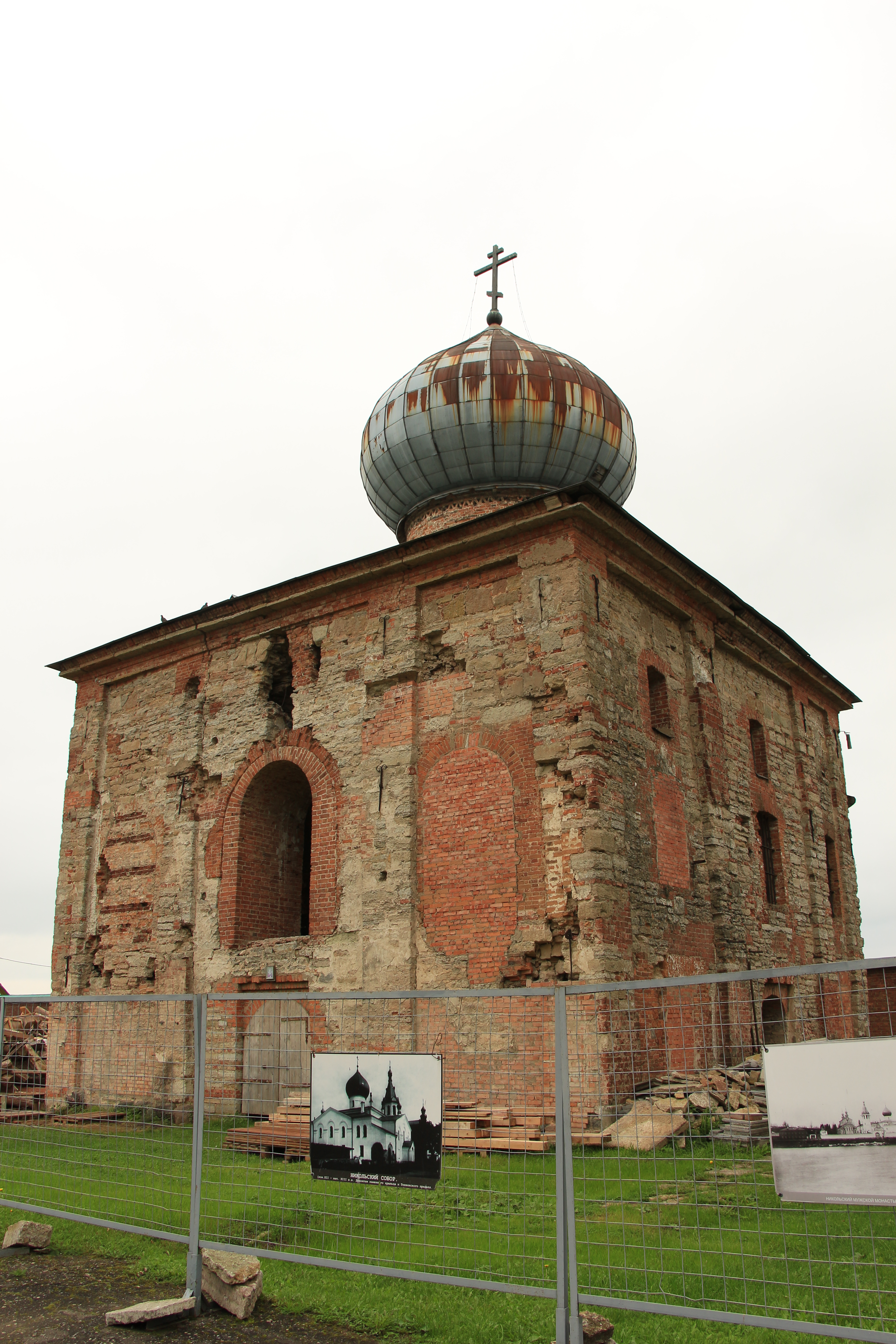
Никольский собор

В 1927 году монастырь закрыли официально, но монашеская община смогла просуществовать до 1937 года в виде рыболовной артели. На территории монастыря с 30-х годов XX века разместили машинно-тракторную станцию (МТС), ремесленную школу и общежитие.
26 декабря 2002 года патриарх Московский и Всея Руси Алексий II благословил открытие Никольского монастыря для возрождения в нём монашеской жизни.
22 мая 2023 года на территории Никольского монастыря был установлен памятник Александру Невскому.